# Натолін (Отвоцький повіт)
Натолін (пол. Natolin) — село в Польщі, у гміні Осецьк Отвоцького повіту Мазовецького воєводства.
Населення — 159 осіб (2011).
У 1975-1998 роках село належало до Седлецького воєводства.

## Демографія
Демографічна структура станом на 31 березня 2011 року:
|          | Загалом | Допрацездатний вік | Працездатний вік | Постпрацездатний вік |
| -------- | ------- | ------------------ | ---------------- | -------------------- |
| Чоловіки | 86      | 18                 | 60               | 8                    |
| Жінки    | 73      | 13                 | 42               | 18                   |
| Разом    | 159     | 31                 | 102              | 26                   |